# GP Denain 2005
De 47e editie van de wielerwedstrijd GP Denain werd gehouden op 14 april 2005. De start en finish vonden plaats in Wallers en Denain in het Franse Noorderdepartement. De winnaar was de Fransman Jimmy Casper, gevolgd door Mark Renshaw en Lloyd Mondory. De wedstrijd maakte deel uit van de UCI Europe Tour 2005 in de categorie 1.1.

## Uitslag
| GP Denain 2005 |                   |                      |          |
| Plaats         | Naam              | Ploeg                | tijd     |
| Winnaar        | Jimmy Casper      | Cofidis              | 4u29'27" |
| 2              | Mark Renshaw      | Française des Jeux   | z.t.     |
| 3              | Lloyd Mondory     | AG2R Prévoyance      | z.t.     |
| 4              | Roman Lugovyi     | RAGT Semences        | z.t.     |
| 5              | Stefan Adamsson   | Barloworld-Valsir    | z.t.     |
| 6              | Joeri Krivtsov    | AG2R Prévoyance      | z.t.     |
| 7              | Saïd Haddou       | Auber '93            | z.t.     |
| 8              | Jaroslaw Zarebski | Intel-Action         | z.t.     |
| 9              | William Bonnet    | Auber '93            | z.t.     |
| 10             | Remco van der Ven | Rabobank Continental | z.t.     |

1959 · 1960 · 1961 · 1962 · 1963 · 1964 · 1965 · 1966 · 1967 · 1968 · 1969 · 1970 · 1971 · 1972 · 1973 · 1974 · 1975 · 1976 · 1977 · 1978 · 1979 · 1980 · 1981 · 1982 · 1983 · 1984 · 1985 · 1986 · 1987 · 1988 · 1989 · 1990 · 1991 · 1992 · 1993 · 1994 · 1995 · 1996 · 1997 · 1998 · 1999 · 2000 · 2001 · 2002 · 2003 · 2004 · 2005 · 2006 · 2007 · 2008 · 2009 · 2010 · 2011 · 2012 · 2013 · 2014 · 2015 · 2016 · 2017 · 2018 · 2019 · 2020 · 2021 · 2022 · 2023 · 2024 · 2025